# Франклин Парк (Флорида)
Франклин Парк (енгл. Franklin Park) насељено је место без административног статуса у америчкој савезној држави Флорида.

## Демографија
По попису из 2010. године број становника је 860, што је 83 (-8,8%) становника мање него 2000. године.
| Група             | 2000.       | 2010.       |
| Белци             | 6 (0,6%)    | 3 (0,3%)    |
| Афроамериканци    | 920 (97,6%) | 842 (97,9%) |
| Азијати           | 0 (0,0%)    | 1 (0,1%)    |
| Хиспаноамериканци | 12 (1,3%)   | 9 (1,0%)    |
| Укупно            | 943         | 860         |